# کیریل ایوکوف
کیریل ایوکوف (بلغاری: Кирил Лoзaнoв Ивков؛ زادهٔ ۲۱ ژوئن ۱۹۴۶) بازیکن و مربی فوتبال اهل بلغارستان بود.
از باشگاه‌هایی که در آن بازی کرده‌است می‌توان به باشگاه فوتبال لفسکی صوفیه اشاره کرد.
وی همچنین در تیم ملی فوتبال بلغارستان بازی کرده‌است.
وی در مسابقات کشوری و بین‌المللی در مجموع برندهٔ ۱ مدال نقره شده‌است.